# Gemarkungsgraben
Der Gemarkungsgraben ist ein rechter Zufluss der Feldkahl im Landkreis Aschaffenburg im bayerischen Spessart.

## Geographie

### Verlauf
Der Gemarkungsgraben entspringt nordwestlich von Feldkahl. Er fließt als Grenzbach zwischen den Gemarkungen Feldkahl und Schimborn in westliche Richtung und mündet an der Staatsstraße 2307 in die Feldkahl.

### Flusssystem Kahl
- Liste der Fließgewässer im Flusssystem Kahl